# Az elnök emberei szereplőinek listája
Az elnök emberei televíziós sorozat, amit az NBC csatorna tűz műsorra 7 évadon keresztül. Néhány szereplő végigkísérte a 7 évadot, de voltak olyanok is, akik csak pár évadban vagy epizódban tűntek fel. Több híres színész fordult meg vendégszereplőként a sorozatban, többek között John Goodman, Ed O’Neill, Matthew Perry és Christopher Lloyd.
|  | Alább a cselekmény részletei következnek! |

## Fehérházi főalkalmazottak
- Josiah „Jed” Bartlet – Martin Sheen: Az Amerikai Egyesült Államok elnöke (1–7. évad). (magyar hangja Papp János)
- Leo Thomas McGarry – John Spencer: kabinetfőnök (1–6. évad); az elnök személyi tanácsadója (6. évad); demokrata alelnökjelölt (6–7. évad); szivrohamban meghal. (magyar hangja Várkonyi András)
- Claudia Jean „C.J.” Cregg – Allison Janney: sajtószóvivő (1–6. évad); kabinetfőnök (6–7. évad). (magyar hangja Molnár Zsuzsa)
- Charles "Charlie" Young – Dulé Hill: az elnök személyi titkára (1–6. évad); a kabinetfőnök asszisztense (6–7. évad). (magyar hangja Szokol Péter)
- Josh Lyman – Bradley Whitford: kabinetfőnökhelyettes (1–6. évad); kampányfőnök,  Santos/McGarry kampány (6–7. évad)a megválasztott elnök (Santos) kabinetfőnöke (7. évad). (magyar hangja Tarján Péter)
- Donnatella „Donna” Moss – Janel Moloney: Josh Lyman személyi asszisztense (1–6. évad); médiaszakértő és sajtószóvivő, Bob Russell elnök kampányában (6. évad); sajtószóvivő, Santos/McGarry kampány (7. évad) a megválasztott elnök (Santos) feleségének kabinetfőnöke (7. évad). (magyar hangja Dudás Eszter)
- Tobiah "Toby" Zachary Ziegler – Richard Schiff: Kommunikációs igazgató (1–7. évad); az elnök elbocsátja (7. évad). (magyar hangja Fazekas István, majd Berzsenyi Zoltán)
- Sam Seaborn – Rob Lowe: Kommunikációs igazgatóhelyettes (1–4. évad); majd indul a kongresszusi választásokon;  a megválasztott elnök (Santos) kabinetfőnökének a helyettese (7. évad). (magyar hangja Selmeczi Roland)
- Will Bailey – Joshua Malina: Kommunikációs igazgatóhelyettes (4–5. évad); alelnök kabinetfőnöke (5–7. évad); Kommunikációs igazgató (7. évad). (magyar hangja Juhász György)
- Annabeth Schott – Kristin Chenoweth: sajtószóvivő helyettese (6. évad); Santos/McGarry kampányában alkalmazott (7. évad). (magyar hangja Haffner Anikó)
- Madeline „Mandy” Hampton – Moira Kelly: politikai tanácsadó Bartlet első kampányában. Utána médiatanácsadóként dolgozik a Lennox-Chase kampányban. Rövid ideig Lloyd Russell demokrata szenátor tanácsadója volt, mielőtt felvették volna a Fehér Házba politikai tanácsadónak és sajtókonzultánsnak. (1. évad). (magyar hangja Náray Erika)
- Angela Blake – Michael Hyatt: Leo McGarrynek dolgozik. Később politikai tanácsadó lesz (5. évad).
- Clifford „Cliff” Calley – Mark Feuerstein: Bartlet sclerosis multiplex-ügyének kivizsgálását vezeti, mint republikánus többségi jogtanácsos (3. évad); Törvényhozás igazgatója (6. évad).
- Amelia „Amy” Gardner – Mary-Louise Parker: A harmadik évadban Josh barátnője és a WLC női jogvédő szervezet elnöke. Politikai tanácsadóként dolgozik Howard Stackhouse szenátornak, miután az elnök elbocsátja állásából. Később a First Lady hivatali személyzetének a vezetője, de erről a posztról lemond, miután feldühíti az elnököt. (3–6. évad). (magyar hangja Juhász Judit, majd Kerekes Andrea)

### Titkárok
- Dolores Landingham – Kathryn Joosten: az elnök személyi titkárnője (1–2. évad). Autóbalesetben meghal. (2. évad). (flashbacks jelenetekben visszatér a szereplő a 3-4 szezonban) (magyar hangja Andai Katalin)
- Deborah Federer – Lily Tomlin: az elnök személyi titkárnője. (4–7. évad). (magyar hangja Tóth Judit)
- Margaret Hooper – NiCole Robinson: kabinetfőnök titkára (1–7. évad). (magyar hangja Csizmadia Gabi)
- Bonnie – Devika Parikh: Toby Ziegler kommunikációs igazgató asszisztense (1–5. évad).
- Carol Fitzpatrick – Melissa Fitzgerald: C.J. Cregg sajtószóvivő asszisztense.
- Cathy – Suzy Nakamura: Sam Seaborn kommunikációs igazgatóhelyettes asszisztense (1. évad).
- Elsie Snuffin – Danica McKellar: Will Bailey kommunikációs igazgatóhelyettes asszisztense (4. évad).
- Ginger – Kim Webster: Toby Ziegler kommunikációs igazgató asszisztense (1–6. évad).
- Marina (röviden „Rena”) – Melissa Marsala: A kommunikációs igazgató asszisztense (5. évad).
- Nancy – Renée Estevez: az elnöki titkárság asszisztense.
- Ed – Peter James Smith: alkalmazott. Általában úgy néz ki, mint Larry.
- Larry – William Duffy: alkalmazott. Általában úgy néz ki, mint Ed.
- Ryan Pierce – Jesse Bradford: Fehér Házi gyakornok, aki Josh mellé van beosztva. Egy nagy hatalmú szenátor unokaöccse. Franklin Pierce rokona (5. évad).
- Curtis Carruthers – Ben Murray: Charlie Young után ő lesz az elnök személyi titkára (6. évad).

### Jogtanácsosok
- Lionel Tribbey – John Laroquette (2. évad, 5. rész): fő jogtanácsadó. Ismeretes arról, hogy nagyon forró a temperamentuma és nagyon liberális politikát folytat.
- Oliver Babish – Oliver Platt: Lionel Tribbeyt követi (2. évad). A fő krízisek, amikkel szembe kellett néznie: Bartlet MS-ügye (2–3. évad); Toby beismerése, miszerint információkat szivárogtatott ki a katonai siklóról (7. évad). (magyar hangja Kerekes József)
- Ainsley Hayes – Emily Procter: republikánus jogtanácsos (2–3. évad). (magyar hangja Mezei Kitty)
- Joe Quincy – Matthew Perry: republikánus jogtanácsos (4–5. évad). Leleplezi Hoynes alelnök viszonyát, és azt a tényt, hogy bizalmas információkat szivárogtatott ki a Fehér Házról a nőnek, aki mindezeket megírta egy könyvben. Ez végül Hoynes lemondásához vezetett.

### Válságterem
- Percy 'Fitz' Fitzwallace admirális – John Amos: vezérkari elnök (1–5. évad). Terroristák meggyilkolják.
- Nicholas Alexander tábornok – Terry O’Quinn: Fitzwallace admirális utóda vezérkari elnökként (5. évad).
- Nancy McNally – Anna Deavere Smith: nemzetbiztonsági főtanácsadó (2–7. évad). (magyar hangja Martin Márta)
- Jack Reese hadnagy – Christian Slater: nemzetbiztonsági tanácsadóhelyettes (4. évad).
- Kate Harper – Mary McCormack: nemzetbiztonsági tanácsadóhelyettes (5–7. évad).

### Titkos ügynökök /Szövetségi Nyomozóiroda
- Ron Butterfield – Michael O’Neill: az elnök testőreinek főnöke.
- Simon Donovan – Mark Harmon: titkosügynök, aki C.J. testőre, később romantikus kapcsolat lesz közöttük. Meggyilkolják egy bolti rablás során (3. évad).
- Gina Toscano – Jorja Fox: Zoey Bartlet testőre (1–2. évad).
- Wesley Davis – Taye Diggs: Zoey Bartlet testőre (4. évad).
- Mike Casper – Clark Gregg: FBI különleges ügynök (2. évad).

## Politikai kampány csapat
- Matthew Santos képviselő (D-Texas) – Jimmy Smits: demokrata elnök jelölt a 2006-os választásokon (6–7. évad).
- Arnold Vinick szenátor (R-California) – Alan Alda: republikánus elnökjelölt a 2006-os választásokon (6–7. évad). (magyar hangja Kajtár Róbert)
- Bruno Gianelli – Ron Silver: főtanácsadó, Bartlet/Hoynes újraválasztásakor (3–4. évad). Később független tanácsadója lesz a republikánus jelöltnek, Arnold Vinicknek  (6–7. évad). kampánymenedzsere volt Eric Baker elnöknek. (magyar hangja Barbinek Péter)
- Connie Tate – Connie Britton: Bartlet újraválasztási kampányának segítője (3. évad).
- Doug Wegland – Evan Handler: Bartlet újraválasztási kampányának segítője és beszédírója (3. évad).
- Sheila Brooks – Patricia Richardson; Vinick szenátor kampánymenedzsere (6–7. évad).
- Louise Thornton – Janeane Garofalo: Santos képviselő kampánymenedzser-helyettese és kommunikációs igazgatója a Santos-McGarry kampányban (7. évad). (magyar hangja Kisfalvi Krisztina)
- Josephine „Joey” Lucas – Marlee Matlin: politikai tanácsadó és közvéleménykutató (1–7. évad).
- Kenny Thurman – Bill O'Brien: Joey Lucas tolmácsa (1–7. évad).
- Kevin Kahn – Patrick Breen: Sam Seaborn barátja. Ritchie 2002-es elnökjelölt kampányfőnöke (3. évad).

## Média
- Danny Concannon – Timothy Busfield: fehér házi újságíró, Washington Post újságírója (1–2. évad, 4–5. és 7. évad).
- Greg Brock – Sam Robards: fehér házi újságíró, The New York Times riporter, börtönbe kerül (5–7. évad).
- Roger Salier – Ivan Allen: (1–7. évad)
- Mark Gottfried – Ted McGinley: a „Capital Beat” talkshow házigazdája.
- Taylor Reid – Jay Mohr: egy konzervatív talkshow házigazdája. Gyávának nevezte C.J. Cregget (5. évad).
- Katie Witt – Kris Murphy: fehér házi riporter.
- Mark O’Donnell – Timothy Davis Reed: fehér házi riporter.
- Steve – Charles Noland: fehér házi riporter.
- Chris – Mindy Seeger: fehér házi riporter.

## Család
- Abigail "Abbey" Ann Bartlet – Stockard Channing: Bartlet elnök felesége, eredeti foglalkozása orvos (1–7. évad) (magyar hangja Farkasinszky Edit)
- Zoey Bartlet – Elisabeth Moss: az elnök legfiatalabb lánya. Elrabolják. Randevúzik Charlie Younggal. (1–2. évad, 4–6. évad) (magyar hangja Nemes Takách Kata)
- Eleanor „Ellie” Bartlet – Nina Siemaszko: az elnök középső lánya. (2., 5. és 7. évad)
- Elizabeth „Liz” Bartlet Westin – Annabeth Gish: az elnök legidősebb lánya. (5–7. évad)
- Doug Westin – Steven Eckholdt: Liz férje. (5. és 7. évad)
- Vic Faison – Ben Weber: Ellie férje. (7. évad).
- Mallory O'Brien – Allison Smith: Leo McGarry lánya. (1–2. évad, 4–6. évad)
- Jenny McGarry – Sara Botsford: Leo McGarry felesége. Elválnak. (1. évad)
- Helen Santos – Teri Polo: Matt Santos felesége. (6–7. évad)

## Egyéb szereplők
- Lord John Marbury - Roger Rees: Angol főnemes, később az Egyesült Királyság nagykövete (1.,2.,3.,6. évad)
- Laurie – Lisa Edelstein: Sam Seaborn barátnője. Joghallgató lesz, és callgirlként dolgozik. (1. évad)
- Larry Claypool – John Diehl: Freedom Watch Lawyer (1. évad, 4. évad)
- Dr. Stanley Keyworth – Adam Arkin: traumaspecialista. Először Josht, majd az elnököt kezeli. (2–4. évad)
- Jordon Kendall – Joanna Gleason: Leo ügyvédje, majd szerelme. (3–4. évad)
- Jean Paul Pierre Claude Charpentier Vicomte de Condé de Bourbon – Trent Ford: Zoey Bartlet francia barátja. (4. évad)
- Colin Ayres – Jason Isaacs: gázai fotográfus (5. évad)
- Gail – C.J. aranyhala. Danny Concannon ajándéka C.J.-nek. Josh Lyman azt mondja Danny-nek, hogy C.J. szereti a goldfisht. Josh valójában a rágcsálnivalóra gondol, de Danny félreértésből igazi aranyhalat vesz. (1–7. évad)